# Woodwardia angustifolia
Woodwardia angustifolia là một loài dương xỉ trong họ Blechnaceae. Loài này được Sm. mô tả khoa học đầu tiên năm 1793.
Danh pháp khoa học của loài này chưa được làm sáng tỏ. 